# Pri Modreju - melišča
Pri Modreju - melišča este o arie protejată (arie specială de conservare — SAC, sit de importanță comunitară — SCI) din Slovenia întinsă pe o suprafață de 11,65 ha, integral pe uscat.

## Localizare
Centrul sitului Pri Modreju - melišča este situat la coordonatele 46°09′18″N 13°45′17″E / 46.1549°N 13.7548°E.

## Înființare
Situl Pri Modreju - melišča a fost declarat sit de importanță comunitară în aprilie 2004 pentru a proteja un număr necunoscut de specii din flora spontană și fauna sălbatică aflate în arealul zonei. Situl a fost protejat și ca arie specială de conservare în februarie 2012.

## Biodiversitate
Situată în ecoregiunea alpină, aria protejată conține 1 habitat natural: Grohotișuri medio-europene calcaroase, de la nivel colinar și montan.
La baza desemnării sitului se află un număr nedeclarat de specii protejate.